# Gambrinus liga 2008-09
La Gambrinus liga 2008-09 fue la decimosexta edición de la Gambrinus liga, la máxima categoría del fútbol profesional de la República Checa. El torneo se comenzó a disputar el día 2 de agosto de 2008 y finalizó el 30 de mayo de 2009. El SK Slavia Praga se adjudicó el campeonato por tercera vez en su historia, segunda de manera consecutiva.

## Datos de los clubes
| Club                          | Ciudad             | Estadio                          | Capacidad |
| ----------------------------- | ------------------ | -------------------------------- | --------- |
| 1. FC Brno                    | Brno               | Městský fotbalový stadion Srbská | 12.550    |
| 1. FK Příbram                 | Příbram            | Na Litavce                       | 9.100     |
| AC Sparta Praga               | Praga              | Generali Arena                   | 20.854    |
| FC Baník Ostrava              | Ostrava            | Bazaly                           | 17.372    |
| FC Slovan Liberec             | Liberec            | Stadion u Nisy                   | 9.900     |
| FC Tescoma Zlín               | Zlín               | Letná Stadion                    | 6.375     |
| FC Viktoria Plzeň             | Pilsen             | Stadion města Plzně              | 13.000    |
| FK Baumit Jablonec            | Jablonec nad Nisou | Střelnice Stadion                | 6.280     |
| FK Bohemians Praga (Střížkov) | Praga              | Stadion SK Prosek                | 920       |
| FK Mladá Boleslav             | Mladá Boleslav     | Městský Stadion                  | 5.000     |
| FK Teplice                    | Teplice            | Na Stínadlech                    | 18.221    |
| FK Viktoria Žižkov            | Praga              | FK Viktoria Stadion              | 5.600     |
| SK Dynamo České Budějovice    | České Budějovice   | Stadion Střelecký ostrov         | 6.681     |
| SK Kladno                     | Kladno             | Stadion Františka Kloze          | 4.000     |
| SK Sigma Olomouc              | Olomouc            | Andrův stadion                   | 12.566    |
| SK Slavia Praga               | Praga              | Eden Arena                       | 21.000    |

## Sistema de competición
La Gambrinus liga 2008/09 estuvo organizada por la Federación de Fútbol de la República Checa.
Constó de un grupo único integrado por dieciséis clubes de toda la geografía checa. Siguiendo un sistema de liga, los dieciséis equipos se enfrentaron todos contra todos en dos ocasiones -una en campo propio y otra en campo contrario- sumando un total de 30 jornadas. El orden de los encuentros se decidió por sorteo antes de empezar la competición.
La clasificación final se estableció con arreglo a los puntos obtenidos en cada enfrentamiento, a razón de tres por partido ganado, uno por empatado y ninguno en caso de derrota. Si al finalizar el campeonato dos equipos igualaron a puntos, los mecanismos para desempatar la clasificación fueron los siguientes:
1. El que tenga una mayor diferencia entre goles a favor y en contra en los enfrentamientos entre ambos. (Gol average)
2. Si persiste el empate, se tiene en cuenta la diferencia de goles a favor y en contra en todos los encuentros del campeonato.
3. Si aún persiste el empate, se tiene en cuenta el mayor número de goles a favor en todos los encuentros del campeonato.

Si el empate a puntos es entre tres o más clubes, los sucesivos mecanismos de desempate fueron los siguientes: 
1. La mejor puntuación de la que a cada uno corresponda a tenor de los resultados de los partidos jugados entre sí por los clubes implicados.
2. La mayor diferencia de goles a favor y en contra, considerando únicamente los partidos jugados entre sí por los clubes implicados.
3. La mayor diferencia de goles a favor y en contra teniendo en cuenta todos los encuentros del campeonato.
4. El mayor número de goles a favor teniendo en cuenta todos los encuentros del campeonato.
5. El club mejor clasificado con arreglo a los baremos de fair play.

### Efectos de la clasificación
El equipo que más puntos sumó al final del campeonato fue proclamado campeón de liga y junto con el segundo clasificado obtuvo el derecho automático a participar en la tercera ronda previa de la Liga de Campeones de la UEFA. El tercer clasificado obtuvo el derecho a participar en la tercera ronda previa de la Liga Europea de la UEFA y el cuarto clasificado obtuvo un pase para la segunda ronda previa de esta misma competición. 
El campeón de la Copa de la República Checa obtuvo la clasificación a la ronda de play-off de la Liga Europea de la UEFA. Los clasificados en posición 15º y 16º descendieron directamente a la segunda categoría checa.

## Clasificación
|  |     | Equipos de fútbol      | PJ | PG | PE | PP | GF | GC | Dif | Pts |
|  | --- | ---------------------- | -- | -- | -- | -- | -- | -- | --- | --- |
|  | 1.  | SK Slavia Praga (C)    | 30 | 18 | 8  | 4  | 57 | 25 | +32 | 62  |
|  | 2.  | AC Sparta Praga        | 30 | 16 | 8  | 6  | 48 | 25 | +23 | 56  |
|  | 3.  | FC Slovan Liberec      | 30 | 14 | 10 | 6  | 41 | 28 | +13 | 52  |
|  | 4.  | SK Sigma Olomouc       | 30 | 13 | 9  | 8  | 39 | 36 | +3  | 48  |
|  | 5.  | FK Baumit Jablonec     | 30 | 14 | 4  | 12 | 43 | 37 | +6  | 46  |
|  | 6.  | FK Mladá Boleslav      | 30 | 12 | 10 | 8  | 39 | 38 | +1  | 46  |
|  | 7.  | FK Teplice             | 30 | 12 | 7  | 11 | 33 | 25 | +8  | 43  |
|  | 8.  | FC Viktoria Plzeň      | 30 | 11 | 10 | 9  | 45 | 38 | +7  | 43  |
|  | 9.  | FC Baník Ostrava       | 30 | 11 | 6  | 13 | 38 | 36 | +2  | 39  |
|  | 10. | SK Dynamo              | 30 | 7  | 15 | 8  | 30 | 37 | -7  | 36  |
|  | 11. | 1. FC Brno             | 30 | 9  | 8  | 13 | 32 | 36 | -4  | 35  |
|  | 12. | 1. FK Příbram          | 30 | 9  | 7  | 14 | 30 | 40 | -10 | 34  |
|  | 13. | FK Bohemians           | 30 | 10 | 4  | 16 | 33 | 46 | -13 | 34  |
|  | 14. | SK Kladno              | 30 | 8  | 7  | 15 | 21 | 41 | -20 | 31  |
|  | 15. | FC Tescoma Zlín (D)    | 30 | 7  | 8  | 15 | 26 | 49 | -23 | 29  |
|  | 16. | FK Viktoria Žižkov (D) | 30 | 5  | 7  | 18 | 27 | 45 | -18 | 22  |

PJ = Partidos jugados; PG = Partidos ganados; PE = Partidos empatados; PP = Partidos perdidos; GF = Goles a favor; GC = Goles en contra; Dif = Diferencia de goles; Pts = Puntos
|  | Clasificado para la tercera ronda previa de la Liga de Campeones de la UEFA 2009-10 |
|  | Clasificado para la ronda de play-off de la Liga Europea de la UEFA 2009-10         |
|  | Clasificado para la tercera ronda previa de la Liga Europea de la UEFA 2009-10      |
|  | Clasificado para la segunda ronda previa de la Liga Europea de la UEFA 2009-10      |
|  | Desciende a la Druhá liga                                                           |

| (C) Campeón    |
| (D) Descendido |

## Máximos goleadores
| Jugador            | Goles | Equipo                        |
| ------------------ | ----- | ----------------------------- |
| Andrej Kerić       | 15    | FC Slovan Liberec             |
| Daniel Huňa        | 11    | 1. FK Příbram                 |
| Tomáš Necid        | 11    | SK Slavia Praga               |
| David Lafata       | 10    | FK Baumit Jablonec            |
| Riste Naumov       | 10    | FK Viktoria Žižkov            |
| Michal Papadopulos | 10    | FK Mladá Boleslav             |
| Tijani Belaid      | 9     | SK Slavia Praga               |
| Michal Ordoš       | 9     | SK Sigma Olomouc              |
| Tomáš Sedláček     | 9     | SK Dynamo České Budějovice    |
| Roman Dobeš        | 8     | FK Bohemians Praga (Střížkov) |
| Pavel Horváth      | 8     | FC Viktoria Plzeň             |
| Marek Kincl        | 8     | FK Bohemians Praga (Střížkov) |